# Hadena albimixta
Hadena albimixta là một loài bướm đêm trong họ Noctuidae.